# Dalimilova kronika
Dalimilova kronika (přesněji Kronika tak řečeného Dalimila) je nejstarší česky psaná veršovaná kronika, jedno ze stěžejních děl českého písemnictví. Pochází z počátku 14. století, záznamy končí rokem 1314, respektive s dodatky (nejspíše jiného autora) jsou dovedeny až do roku 1325. Podle svého nejdůležitějšího zdroje bývá označována též jako Kronika boleslavská. Kronika je anonymní a označení přívlastkem „Dalimilova“ se objevuje až v 17. století. Již ve 14. a 15. století bylo vytvořeno mnoho jejích opisů. Pro své silně vlastenecké ladění byla předmětem zvýšeného zájmu vždy v dobách národního útisku.

## Autor a jeho postoje
Ani ve vlastní kronice, ani v tehdejší době se k autorství tohoto díla nikdo nehlásil a dodnes se zcela uspokojivě nepodařilo zpětně jednoznačně spojit dílo s reálným člověkem. Rozborem informací, které autor v díle podal, lze dovozovat, že byl na svoji dobu vysoce vzdělaný, zřejmě šlechtic, případně duchovní (řada údajů svědčí spíše o duchovním s nižším svěcením, ale nejnovější studie Dalimila ztotožnila přímo s knězem). Byl přesvědčen o odpovědnosti panovníka za osud celé země a národa, vyjadřuje se s despektem k měšťanům a zejména Němcům (cení si těch českých panovníků, kteří se stavěli negativně německému živlu a naopak).
Do bádání po autorovi výrazně zasáhla česká barokní historiografie, když s tímto dílem spojila jakéhosi boleslavského kanovníka Dalimila Meziříčského uváděného v Hájkově kronice jako pramen (nejprve Tomáš Pešina z Čechorodu, pozdě s ním souhlasil i Bohuslav Balbín). Ačkoliv dnes panují pochybnosti, zdali někdo takový vůbec existoval, zůstalo toto jméno v názvu jako obecně známé a užívané. Tvrzení o Dalimilovi přejal Gelasius Dobner. Naopak první, kdo Dalimilovo autorství zpochybnil, byl František Faustin Procházka. Josef Jireček uvedl, že by to mohl být nějaký johanitský rytíř (vzhledem k tomu, že autor prohlašuje, že boje o království v letech 1309–1310 sledoval z Malé Strany, kde existovala johanitská komenda Panny Marie) a že pocházel z rodu Ronovců, Josef Vítězslav Šimák ztotožnil autora s Hynkem Žákem z Dubé, proti tomu se postavil Josef Beran a tvrdil, že jím mohl být Havel z Lemberka, vnuk sv. Zdislavy. František Michálek Bartoš souhlasil s tím, že se jednalo o johanitu, ale jeho poslední místo pobytu přesunul do Mladé Boleslavi. M. Očadlík identifikoval Dalimila jako Jana IV. z Dražic. Zdeněk Kristen vyvrátil, že by se mohlo jednat o kněze, na něho navázal Zdeněk Fiala a uvádí, že to byl buď vzdělaný laický šlechtic, nebo ještě spíše duchovní nižšího svěcení v šlechtických službách. Zatím poslední hypotézu vyslovil Tomáš Edel s tím, že autorem kroniky je johanitský komtur Jindřich z Varnsdorfu v žitavské komendě. Ovšem i tato teorie obsahuje řadu napadnutelných tvrzení.
Hned v úvodu si klade za cíl zpracovávat domácí příběhy a omezit tak tehdy oblíbená vyprávění cizích rytířských osudů. Na mnoha místech vybízí k odporu k cizím škodlivým vlivům a módám (turnajům, dvorským slavnostem, odívání apod.), zamítá sňatky českých feudálů s cizinkami (jmenovitě Němkami) a výchovu jejich dětí podle cizích vzorů nebo v cizině. V tomto směru je kronika předkládána jako důkaz, že dějiny nacionalismu nepočínají až 18. stoletím.

## Zdroje a obsah
V úvodu autor uvádí ze všech pramenů, které používal, pouze pět kronik: kroniku boleslavskou, pražskou, břevnovskou, opatovickou a vyšehradskou (k tomu v textu ještě přidává kroniku moravskou a německou). Byla učiněna řada pokusů směřujících k identifikaci těchto pramenů, ale ne všechny jsou zcela jednoznačné. Předpokládá se, že pražská a břevnovská kronika jsou buď dva rukopisy Kosmovy kroniky, nebo označení dvou knih této kroniky. Opatovická kronika jsou nejspíš tzv. Anály hradištsko-opatovické. U vyšehradské kroniky (téměř určitě to není tzv. Kanovník vyšehradský, kterého autor přímo neznal) existuje také domněnka, že by to mohly být anály vedené u vyšehradského kostela, Tomáš Edel upozornil, že vzhledem by to mohla být také Jarlochova kronika, čemuž by napovídal fakt, že tzv. Dalimil si této kroniky nejméně vážil (Jarloch zastával proněmecké postoje). Prvně uvedená boleslavská kronika se Dalimilovi nejvíce líbila a také z ní nejvíce vycházel, což vedlo již Josefa Dobrovského ke konstatování, že se muselo jednat o Kosmovu kroniku, později se objevily názory, že se mohlo jednat o dnes neznámý opis Kosmovy kroniky s dodatky, Edel se domníval, že se spíše jednalo o falešnou autoritu, kterou se Dalimil snažil podpořit kontroverzní výroky. Moravská kronika nebyla identifikována a německá by mohla být rytířská báseň.
Tzv. Dalimil nepochybně vycházel také z pramenů, které nikde neuvádí, což bylo v jeho době běžné. Vedle zmíněných pramenů to bylo nepochybně ústní podání kmenových, místních a erbovních pověstí. Dále se zdá, že pro popis života sv. Václava znal legendu Oriente iam sole I, Edel se také domníval, že znal Voraginovu Legendu aureu, která se dodnes nedochovala a obsahovala články o třech českých světcích, o Václavovi, Ludmile a Vojtěchovi, dále možná znal kroniku Jindřicha Heimburského a Oty Durynského.
Kronika obsahuje celkem 106 kapitol. Na začátku líčí stavbu babylónské věže, následující boží trest, zmatení jazyků a rozchod lidí do různých částí světa. Pokračuje chronologicky řazenými příběhy z historie Čech počínaje osídlením našeho území praotcem Čechem, pověstmi o Libušině proroctví[nedostupný zdroj], o Přemyslu Oráčovi a o Dívčí válce. Končí v období vlády Jana Lucemburského v roce svého dopsání (1314), existuje ale i několik pozdějších dodatků (zejména z let 1315 a 1316), které však patrně nenapsal původní autor.

## Styl a jazyk
Zpracování jednotlivých příběhů je soustředěné, charakteristika postav vyplývá z jejich jednání. Úvahy, rady a kritiky autorovy nejsou samoúčelné, ale vyplývají a prolínají se s vyprávěným dějem. Tvůrce stále myslí na čtenáře, promlouvá prostě, volí přiléhavá přirovnání, nevyhýbá se lidovým výrazům a rčením. Používá bezrozměrového verše o proměnlivém počtu slabik a blíží se tak hovorové řeči. Pro tyto vlastnosti se první česky psaná kronika stala ve všech dobách velmi populární a její význam je trvale aktuální.

### Vypravování o Oldřichovi a Boženě
Ukázka (přebásněno do moderní češtiny):
| „ | 41. kapitola: O selské kněžně Boženě Když v postoloprtské stráni lovil Oldřich, znenadání za jednou vsí nad říčkou spatřil selku mladičkou, jak v košili bez oplecka, bosa, umáčená všecka, pere. Byla krásná, milá, Oldřichu se zalíbila, že tvář měla čistou, něžnou. A tak učinil ji kněžnou. Ona kněžna dokonalá Božena se jmenovala. Oldřich nedbal nic, že páni to manželství jemu haní. Řek: „Tak už to v světě chodí, že se z chlapa šlechtic rodí a že sedlák nezřídce za otce má šlechtice. Stříbro poctu rodu vrací, chudý šlechtic jméno ztrácí. Pán i kmán jsou jedna krev, proto potlačte svůj hněv, že jsem si vzal za ženu prostou dívku Boženu. Ve mně každý pána hledá. Na Přemysla na praděda nejdříve však pomyslete, jenž z oráče na knížete povýšen byl. Všichni stejně počati jsme byli v ženě, ač pokládán za šlechtice je ten, kdo má stříbra více. Chci žít s českou selkou skrovnou spíše než s Němkou, s císařovnou. Pouto krve vždy je silné, Němka k Čechům sotva přilne. Vaše utrhačné řeči o hlouposti jenom svědčí. Jak u Němky byste, páni, chtěli prosit o zastání? Čeleď z Němec, z Němec mistři, Němkyně je na koni a mé děti, synci bystří, německy jen švadroní. Vidím, jak zem vadne, chřadne, jak Čech právo nemá řádné.“ Božena, ta přála právu, ctila lidi všeho stavu. Oldřichu pak selka zdravá dala syna Břetislava. | “ |

## Dochování

### České veršované rukopisy
Protože Dalimilova kronika se stala oblíbeným čtením, zachovala se v řadě opisů, z první poloviny 14. století pouze ve zlomcích, od druhé poloviny již v úplnosti. S tím souvisí existence několika recenzí.
- Hanušovy zlomky pochází z první poloviny 14. století, jsou to dva pergamenové dvojlisty obsahující kapitoly 30–32 a 39–42. Nalezeny byly v roce 1861 Konstantinem Höflerem a popsány I. J. Hanušem, dnes jsou chovány v rukopisném oddělení Národní knihovny v Praze
- Hradecké zlomky ze stejné doby, na dvou pergamenových dvojlistech s částmi kapitol 3, 8, 9 a 10. Chovány v knihovně Národního muzea v Praze
- poslední rukopis z 1. poloviny je dochován na Křižovnických (Národní archiv) a Klementinských (Národní knihovna) zlomcích a obsahuje kapitoly 67, 68, 69, 75, 83, 85, 93, 94
- Cambridgeský rukopis je první dochovaný rukopis na pergamenu, ovšem není kompletní a zcela končí v kapitole 100. Dnes je chován v knihovně Trinity College v Cambridge
- Františkánský rukopis je papírový rukopis asi z roku 1440, dnes v Národní knihovně
- Vídeňský rukopis pochází z konce 14. století, obsahuje výrazné úpravy a doplňky, chován v Rakouské národní knihovně ve Vídni
- Strahovský rukopis je podobný Vídeňskému, pochází asi z 30. a 40. let 15. století, dochován fragmentárně, uložen v knihovně Památníku národního písemnictví na Strahově
- Olomoucký zlomek obsahuje konec 10. a začátek 11. kapitoly, v knihovně Národního muzea
- Lobkovický rukopis z 1. poloviny 15. století obsahuje další přídavky oproti Vídeňskému rukopisu, v Národní knihovně v Praze
- zlomky v Mnichovské univerzitní knihovně pochází z konce 14. století a jsou podobné Lobkovickému a Vídeňskému rukopisu
- Cerronský rukopis představuje rukopis nejširšího obsahu, pochází z roku 1443 a je uložen v Moravském zemském archivu v Brně
- Pelclův rukopis z konce 15. století je uložen v Národní knihovně v Praze
- Fürstenberský rukopis také z konce 15. století je uložen v knihovně na Křivoklátě
- Zebererův rukopis obsahuje text Dalimilovy kroniky, který napsal Jan Pinvička z Domažlic v roce 1459, dnes je chován v knihovně Národního muzea v Praze

### Překlady
Je znám veršovaný německý překlad z 40. let 14. století (Veršované letopisy) dochovaný v jediném rukopise z roku 1389, který se dnes nachází v Archivu Pražského hradu. Tomáš Edel se dokonce domníval, že by autor mohl být také Jindřich z Varnsdorfu.
Německý překlad do prózy je znám ze tří rukopisů, nejstarší z roku 1444 a nejnovější z konce 16. století v Státní knihovně v Mnichově a z konce 15. století v Univerzitní knihovně v Lipsku.
Dlouhou dobu byla jediná zmínka o překladu Dalimilovy kroniky do latiny pouze pro dnes nedochovaný rukopis piaristy Remigia Maschata z 18. století, proto také nález Pařížského zlomku, středověkého zlomku latinského překladu Dalimilovy kroniky, vzbudil značnou pozornost. Dne 17. března 2005 na aukci v Paříži získala česká Národní knihovna tento zlomek za 339 000 eur. Zakoupený spisek je podle odborníků nejvzácnějším bohemikem, jaké se na trhu objevilo v posledních nejméně osmdesáti letech.[zdroj?] Obsahuje 24 bohatě ilustrovaných stránek o formátu přibližně A5. Pochází zřejmě ze třicátých nebo čtyřicátých let 14. století.

### Některá knižní vydání
První vydání tiskem pořídil roku 1620 Pavel Ješín z Bezdězce. Po porážce na Bílé hoře byla většina výtisků zničena a kronika upadla na čas v zapomnění. Znovu vyšla až roku 1786 nákladem Františka Faustina Procházky, jednoho z prvních obrozeneckých buditelů. Kronika se tak znovu dostala do širšího oběhu a jistě zapůsobila na upevňující se národní vědomí. Knižně ji chtěl roku 1823 vydat i Václav Hanka, jemuž však žádost cenzorní úřad zamítl z důvodu protiněmeckého duchu středověké kroniky, který by s mladým slovanským duchem neblaze reagovat.
V roce 1892 kroniku podle rukopisu Cambridgeského vydala Česká akademie. V roce 1920 byla kronika přepsána v novém jazyce Václavem Flajšhansem. V roce 1947 vyšla kronika v prozaické formě, do které ji převedl a upravil Milan Maralík. V roce 1977 bylo vydáno další novočeské přebásnění od Marie Krčmové a Hany Vrbové.
Poslední novočeský překlad (přebásnění) vydala Marie Bláhová, Kronika tak řečeného Dalimila, originál přeložila Marie Krčmová, přebásnila, doslov k překladu napsala a slovníček starších jmen a výrazů sestavila Hana Vrbová. Paseka, 2005. V roce 2006 byla vydána Národní knihovnou v Praze barevná kopie nově nalezeného iluminovaného zlomku Dalimilovy kroniky v latině.